# فاضل حسين
فاضل حسين (بالإنجليزية: Fazle Hussain)‏ (و. 1943 – م) هو فيزيائي، ومهندس، وعالم، وأستاذ جامعي من الولايات المتحدة الأمريكية. وهو عضو في الجمعية الفيزيائية الأمريكية، والأكاديمية الوطنية للهندسة.

## التعليم
تعلم في جامعة ستانفورد

## جوائز
حصل على جوائز منها:
- جائزة ديناميات السوائل [الإنجليزية]‏ (1998).